# Harbonnières
Harbonnières je francouzská obec v departementu Somme v regionu Hauts-de-France. V roce 2013 zde žilo 1 650 obyvatel.

## Poloha
Sousední obce jsou: Bayonvillers, Caix, Framerville-Rainecourt, Guillaucourt, Morcourt, Proyart, Rosières-en-Santerre a Vauvillers.

## Vývoj počtu obyvatel
Počet obyvatel